# ラバー・ブレッツ
「ラバー・ブレッツ」（Rubber Bullets）は、イギリスのバンド10ccが1973年に発表した楽曲。10ccのメンバーのうちグレアム・グールドマン、ケヴィン・ゴドレイ、ロル・クレームの3人が共作した。10cc名義では3作目のシングルとして発表され、全英シングルチャートで1位を獲得。その後、バンドのデビュー・アルバム『10cc』に収録された。

## 解説
曲の原型はケヴィンとロルによるもので、ミドル・エイトの部分をグレアムが加えて仕上げた。
メンバーのエリック・スチュワートが後年語ったところによれば、歌詞の題材はアッティカ刑務所暴動やジェームズ・キャグニーが出演した古い映画だが、BBCラジオのプロデューサーは北アイルランド紛争の歌だと解釈して、この曲を放送禁止にした。しかし、1973年12月25日に放送されたBBC Oneのテレビ番組『トップ・オブ・ザ・ポップス』では、この曲が演奏されており、その時の映像は2012年発売のボックス・セット『Tenology』のDVDに収録された。
本作は6月23日付の全英シングルチャートで1位を獲得。また、アメリカでも10ccのシングルとしては初めてBillboard Hot 100入りを果たした。

## 他メディアでの使用例
「ラバー・ブレッツ」は、映画『シャンヌのパリ、そしてアメリカ』（1998年公開）のサウンドトラックで使用された。